# Chocos con habas
Los chocos con habas es un plato muy popular originario de la cocina de Huelva. Los ingredientes principales son los chocos (una especie de pequeño calamar que se pesca a lo largo de toda la costa de la provincia de Huelva) y unas habas. Los chocos se cortan en dados y se preparan en estofado hasta que las habas enternecen, en los últimos instantes se añade un sofrito de ajos y pimentón. Se suele servir caliente a los comensales en la misma cazuela que se cocinó.